# Onegai Twins
Onegai Twins (おねがい☆ツインズ?)  è una serie televisiva anime creata da Bandai Visual e Daume e trasmessa su WOWOW e Bandai Channel dal 15 luglio al 14 ottobre 2003. Dalla serie sono stati tratti un manga, una storia sotto forma di racconto lungo e uno spin-off audio su CD. Onegai Twins è il seguito di Please Teacher!, anche se può essere considerato più che altro anche questo uno spin-off, visto che abbandona la trama principale del predecessore e gli spunti di fantascienza, conservando soltanto il luogo in cui avviene la vicenda e alcuni dei vecchi personaggi.

## Personaggi e doppiaggio
- Kamishiro Maiku (Daisuke Namikawa) - Il personaggio principale, è un solitario anche se considerato da tutti molto carino. Orfano, ha una gemella che non ha mai visto da quando aveva pochi mesi. Si trasferisce nella casa ritratta nell'unica foto di famiglia.
- Miyafuji Miina (Mai Nakahara) - Orfana, dice di essere la gemella di Maiku perché anche lei ha la stessa foto del ragazzo. Non parla molto del suo passato ed è piuttosto vivace.
- Onodera Karen (Ai Shimizu) - Orfana, dice di essere la gemella di Maiku perché anche lei ha la stessa foto del ragazzo. Arriva in casa di Maiku subito dopo Miina e ha un carattere molto più introverso dell'altra ragazza. Sotto stress sviene sempre e ha fatto amicizia con Marie.
- Kazami Mizuho (Kikuko Inoue) - Mezzo aliena, è la professoressa del primo Onegai Teacher. In questa serie non ha un vero e proprio ruolo attivo.
- Kusanagi Kei (Sōichirō Hoshi) - Compare solo un paio di volte. È il marito della professoressa.
- Marie (Tomoko Kaneda) - Navigatore della nave di Kazami Mizuho, fa amicizia con Karen.
- Morino Ichigo (Yukari Tamura) - Ragazzina introversa, ha sempre un piano per intromettersi nella vita dei suoi compagni. Torna da Onegai Teacher con un ruolo molto più attivo.
- Oribe Tsubaki (Michiko Neya) - Ragazza un anno più grande di Maiku, innamorata di lui.
- Shido Haruko (Ryoko Shintani) - Sorella di Matagu, ragazzina iperattiva e piuttosto immatura.
- Shido Matagu (Hiroaki Miura) - Fratello di Haruko, considerato da tutti un pervertito.
- Shimazaki Kosei (Ken'ichi Suzumura) - Compagno di Maiku, dice di essere innamorato di lui e questo fa credere a tutti che anche Maiku sia omosessuale.

## Trama
Maiku è un ragazzo orfano che si trasferisce nella casa ritratta nell'unica foto rimastagli della sua infanzia con i suoi veri genitori. Nella foto, oltre alla casa, sono ritratti lui e la sua gemella, che in realtà non ha mai più rivisto. Oltre alla scuola, per mantenere la casa, è costretto a lavorare come programmatore. A scuola tutti lo considerano un ragazzo chiuso e sembra non abbia fatto amicizia con nessuno all'infuori di Kosei Shimazaki, un ragazzo che prova un forte sentimento nei suoi confronti, e Tsubaki Oribe una ragazza più grande innamorata di lui.
Un giorno una ragazza si presenta alla sua porta proclamando di essere la gemella della foto, che possiede anche lei. Maiku la accetta in casa, ma poco più tardi arriva anche una seconda fanciulla dicendo anche lei di essere sua sorella. Inizia quindi una convivenza forzata per il semplice motivo che è impossibile per i tre stabilire chi delle due ragazze sia la sua vera gemella (non possono permettersi il test del dna).
Miina e Karen appaiono subito come una l'opposto dell'altra, entrambe si dimostrano attratte da Maiku e Maiku stesso è attratto da loro. Il rapporto tra i tre rimane quindi sempre in bilico tra amore fraterno e amore coniugale e tutti decidono che dovranno aspettare a dichiararsi finché non si sarà certi del loro legame di parentela.

## Episodi
| Nº | Titolo italiano Giapponese 「Kanji」 - Rōmaji                                         | In onda           | In onda |
| Nº | Titolo italiano Giapponese 「Kanji」 - Rōmaji                                         | Giapponese        |         |
| 1  | Three Twins? 「双子が3人?」 - Futago ga sannin?                                       | 15 luglio 2003    |         |
| 2  | We Might be Related 「肉親かもしれない」 - Nikushin ka mo shirenai                    | 22 luglio 2003    |         |
| 3  | We Might be Strangers 「他人かもしれない」 - Tanin ka mo shirenai                     | 29 luglio 2003    |         |
| 4  | Kind to You 「きみにやさしく」 - Kimi ni yasashiku                                    | 5 agosto 2003     |         |
| 5  | Do You Like Girls? 「女の子は好きですか？」 - Onnanoko wa suki desu ka?               | 19 agosto 2003    |         |
| 6  | Love Alliance 「恋愛同盟」 - Ren'ai dōmei                                             | 26 agosto 2003    |         |
| 7  | Making Memories 「おもいでづくり」 - Omoidezukuri                                     | 2 settembre 2003  |         |
| 8  | Be Honest in Love 「恋は素直に」 - Koi wa sunao ni                                    | 9 settembre 2003  |         |
| 9  | Don't Leave Me Out 「ぬけがけしないで」 - Nukegake shinaide                           | 16 settembre 2003 |         |
| 10 | I Want to Run Again 「もういちど走りたい」 - Mō ichido hashiritai                     | 30 settembre 2003 |         |
| 11 | I Want to Tell You I Love You 「あなたに好きと伝えたい」 - Anata ni suki to tsutaetai | 7 ottobre 2003    |         |
| 12 | We Three Twins 「3人でツインズ」 - Sannin de tsuinzu                                  | 14 ottobre 2003   |         |
| 13 | The Summer Never Ends 「夏は終わらない」 - Natsu ha owaranai                          | non trasmesso     |         |

## Contenuti
I fan della serie Onegai si trovano spesso a discutere su quale delle due storie sia la migliore. Ma risulta impossibile comparare obiettivamente le due serie, dato che il loro contenuto è quasi completamente diverso. Onegai Twins appare sicuramente meno forzato del predecessore e molto più realistico per quanto riguarda la trama (abbandona la parte fantascientifica e fantastica in favore di una maggiore introspezione dei personaggi) che parla apertamente di relazioni al limite dell'incesto, relazioni omosessuali e amore fraterno. In particolare il personaggio principale, Maiku, è un ragazzo solo che ha sempre desiderato incontrare i membri della sua famiglia e che è costretto a coniugare studio e lavoro per sopravvivere. Quando Miina e Karen si presentano alla sua dimora, piuttosto che vedere i suoi sogni svanire, decide di accoglierle entrambe sostenendo, almeno all'inizio, un enorme peso finanziario e psicologico. La parte relativa all'incesto non viene mai presentata come qualcosa di scabroso: i protagonisti semplicemente si interrogano spesso sulle possibili conseguenze delle proprie azioni, riuscendo in questo modo a controllare i propri istinti (e comunque non vanno mai oltre al semplice bacio sulle labbra).

## Sigle
- Sigla di apertura: Second Flight di KOTOKO.
- Sigla di chiusura: Asue no namida di Mami Kawada.